# 横浜交響楽団
横浜交響楽団（よこはまこうきょうがくだん）は横浜市を中心に活動するアマチュア・オーケストラ。通称「横響（よこきょう）」。「市民のオルガン（誰でもいつでも、自由に弾いたり聞いたりできるようにドアを開けた存在）」がモットーである。

## 所在地（事務局）
神奈川県横浜市南区新川町

## 活動
- 「横響合唱団」を併設し、合唱付オーケストラ曲を、春・秋の年2回演奏する[2]。
- 定期演奏会は年8回。定期演奏会は「青少年のための音楽会」をサブタイトルに掲げ[1]、2023年2月に第721回、90周年記念演奏会に到達した。プログラムは3か年を一巡とし、クラシック音楽の入門編を一通り聴くことができるよう編成している。

## 歴史
- 1932年（昭和7年）12月、小船幸次郎が八十島外衛らとともに横浜交響管弦楽団を創立[1]。プロとアマの混成による2管編成の59人のオーケストラであった[1]。

- 1933年（昭和8年）7月1日、第1回定期演奏会を横浜市開港記念会館で開催[1]。以後、プロの演奏家は経済的な理由で退団し、アマチュアだけが残った。

- 1941年（昭和16年）、第18回定期演奏会から正式に「横浜交響楽団」と呼称。
- 1943年（昭和18年）、戦争の激化とともに第29回定期演奏会で中断。慰問演奏会はしばらく続けた。
- 1946年（昭和21年）7月28日、活動を再開。
- 1946年（昭和21年）11月16日、第30回定期演奏会を開催。
- 1950年（昭和25年）12月17日、第九演奏会を横浜伊勢佐木町のフライヤー・ジムで7,000人の聴衆を集めて開催。以降毎年演奏を続けている。
- 1954年（昭和29年）、横浜文化賞受賞[2]。
- 1954年（昭和29年）、神奈川県立音楽堂開設。これを機に年12回（毎月）定期演奏会を開催
- 1957年（昭和32年）、第100回定期演奏会。
- 1965年（昭和40年）、第200回定期演奏会。
- 1971年（昭和46年）、横響合唱団発足[2]。
- 1974年（昭和49年）、第300回定期演奏会。
- 1977年（昭和52年）、横浜市と姉妹都市のマニラ市公演。
- 1982年（昭和57年）、創立者小船幸次郎死去。第400回定期演奏会。
- 1982年（昭和57年）、神奈川文化賞受賞[2]。
- 1983年（昭和58年）、安藤為次郎記念賞受賞[2]。
- 1990年（昭和59年）、以降年8回の定期演奏会開催。
- 1993年（平成5年）、第500回定期演奏会。
- 2007年（平成20年）7月、第600回定期演奏会。
- 2013年（平成25年）4月、練習場と楽器庫を吉野町に移転。
- 2020年（令和2年）2月、第700回定期演奏会[1]。
- 2020年（令和2年）3月、第701回より第704回まで新型コロナ感染症対策のため中止を余儀なくされた。
- 2023年（令和5年）2月、第721回定期演奏会。90周年記念定期演奏会。

## 指揮者
- 常任指揮者・音楽監督
  - 小船幸次郎 (1907-1982)
  - 甲賀一宏（1980年以降) (- 2017年没）
- 指揮者
  - 田中 健
  - 鈴木 衛
  - 泉 翔士